# Drapeau de l'Australie-Méridionale
 (avril 2024).
Si vous disposez d'ouvrages ou d'articles de référence ou si vous connaissez des sites web de qualité traitant du thème abordé ici, merci de compléter l'article en donnant les références utiles à sa vérifiabilité et en les liant à la section « Notes et références ».
Le drapeau de l'Australie-Méridionale est le drapeau officiel de l'État de l'Australie-Méridionale, en Australie. Sa version actuelle est adoptée en 1904, mais le premier drapeau officiel de l'Australie-Méridionale date de 1870. Il s'agit d'un Blue Ensign britannique, avec sur le battant un disque de couleur or, avec en son centre, un Piping Shrike (en) aux ailes déployées, variété de cassican flûteur à dos blanc et emblème officiel du gouvernement d'Australie-Méridionale en 1901.

## Précédents drapeaux
Le premier drapeau de l'Australie-Méridionale a été adopté en 1870. C'est un Blue Enseign Britannique, mais avec un disque noir avec à l'intérieur la croix du Sud et avec Alpha Centauri et Beta Centauri.
L'Australie-Méridionale approuve un second pavillon en 1876, aussi avec un ensign azur, avec un nouveau sceau, dont la conception artistique représente une version de Britannia rencontrant un Aborigène assis sur un rocher tenant une lance. Un kangourou gravé dans la roche se situe derrière l'Aborigène. Ce drapeau est adopté après une requête du Bureau des Colonies pour une nouvelle conception sur l'ancien en raison de la similarité avec le drapeau de la Nouvelle-Zélande et de l'État de Victoria.
|                   |
| Drapeau 1870–1876 |

|                   |
| Drapeau 1876–1904 |

## Proposition pour un nouveau drapeau
Le 29 octobre 2015, une motion « plus multiculturelle »[Quoi ?] du drapeau d'état est adopté à la conférence du South Australian Labor Party (en). Le gouvernement de l'Australie-Méridionale n'a pas pris acte de cette proposition avant les élections législatives de 2018 en Australie-Méridionale.